# الرويهب
قرية الرويهب هي إحدى القرى التابعة لمركز المنشأة بمحافظة سوهاج في جمهورية مصر العربية. حسب إحصاءات سنة 2006، بلغ إجمالي السكان في الرويهب 16146 نسمة، منهم 8493 رجل و7653 امرأة.